# Cantón de Châteauneuf-de-Randon
El cantón de Châteauneuf-de-Randon era una división administrativa francesa, que estaba situada en el departamento de Lozère y la región de Languedoc-Rosellón.

## Composición
El cantón estaba formado por ocho comunas:
- Arzenc-de-Randon
- Châteauneuf-de-Randon
- Chaudeyrac
- Laubert
- Montbel
- Pierrefiche
- Saint-Jean-la-Fouillouse
- Saint-Sauveur-de-Ginestoux

## Supresión del cantón de Châteauneuf-de-Randon
En aplicación del Decreto n.º 2014-245 de 25 de febrero de 2014, el cantón de Châteauneuf-de-Randon fue suprimido el 22 de marzo de 2015 y sus 8 comunas pasaron a formar parte del nuevo cantón de Grandieu.